# Nils Hjelmtveit

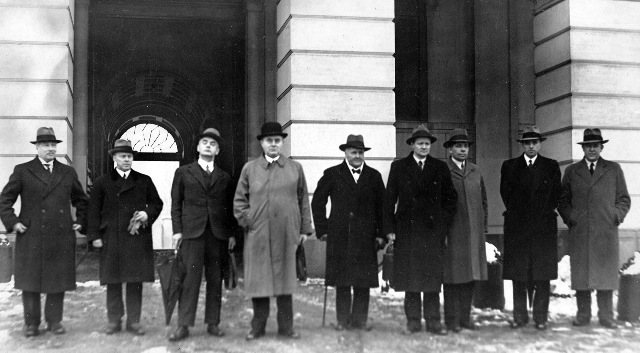
Le gouvernement Nygaardsvold en 1935. De gauche à droite : le Ministre des Finances Adolf Indrebø, le Ministre de la Défense Fredrik Monsen, le Ministre des Affaires Étrangères Halvdan Koht, le Premier ministre Johan Nygaardsvold, le Ministre de l'Agriculture Hans Ystgaard, le Ministre du Commerce Alfred Madsen, le Ministre des Affaires sociales Kornelius Bergsvik, le Ministre de l'Éducation Nils Hjelmtveit et le Ministre de la Justice Trygve Lie.

Nils Hjelmtveit (né le 21 juillet 1892, mort le 30 octobre 1985) est un enseignant et un homme politique norvégien affilié au Parti travailliste norvégien. Il est connu principalement pour avoir fait partie du gouvernement Johan Nygaardsvold pendant la Seconde Guerre mondiale.

## Biographie
Nils Hjelmveit naît le 21 juillet 1892. Il est scolarisé à Odda. Parmi ses camarades de classe se trouve le futur poète et journaliste Claes Gill. Hjelmveit s'oriente ensuite vers l'enseignement. 
Entre 1935 et 1945, il est Ministre de l'Église et de l'Éducation (Kirke- og undervisningsdepartementet) dans le gouvernement Johan Nygaardsvold, qui entre dans la résistance lors de l'invasion de la Norvège par l'Allemagne nazie pendant la Seconde Guerre mondiale et gouverne depuis Londres de 1940 à 1945. De 1945 à 1961, il est gouverneur du comté d'Aust-Agder, au sud du pays. En 1969, il publie des mémoires de guerre, Vekstår og vargtid.
Nils Hjelmveit meurt le 30 octobre 1985.